# Marianne Gutke-Lundberg
Marianne Elisabet Gutke-Lundberg, född Gutke 25 januari 1926 i Solna församling (nedkomst på Allmänna barnbördshuset i Engelbrekts församling), död 19 november 2005 i S:t Johannes församling, Stockholm, var en svensk arkitekt.
Gutke-Lundberg, som var dotter till ritaren Konrad Gutke och makan Annie, född Gustafsson, avlade studentexamen i Stockholm och utexaminerades från Kungliga Tekniska högskolan 1955. Hon blev byrådirektör vid Arbetarskyddsstyrelsens tillsynsavdelnings allmänna byrå 1974. Hon ingick 1958 äktenskap med arkitekt Bengt Lundberg. Hon gravsattes på Skogskyrkogården i Stockholm.